# Hyundai Grace
Der Hyundai Grace war ein Pkw-Modell des südkoreanischen Automobilherstellers Hyundai und basierte auf dem Mitsubishi Delica der 3. Generation, der in Europa als Mitsubishi L300 II angeboten wurde. Das Leergewicht des Wagens wird mit 1522 kg angegeben.

## Übersicht
Den H-100 gab es als geschlossenen Kastenwagen, Kastenwagen mit Seitenfenstern sowie als Kleinbus mit Vollverglasung, wahlweise mit sechs (Kombi) oder acht Sitzen (Bus).
1993 erfolgte eine Überarbeitung des Modells mit geänderter Front und Innenraum. Das Fahrzeug wurde insgesamt deutlich runder und moderner gestaltet. Dieses Modell wurde ab 1993 nach und nach in Europa als Hyundai H-100 eingeführt. 1996 erfolgte ein weiteres Facelift mit geänderter Frontpartie. Der Kühlergrill saß jetzt weiter unten als beim vorherigen Modell.
Von 1994 bis 1999 wurde der H-100 mit einem 2,4-Liter-Ottomotor mit 83 kW (114 PS) und einem 2,5-Liter-Dieselmotor mit 57 kW (78 PS) auch in Deutschland angeboten. Trotz günstiger Preise war der Markterfolg in Deutschland bescheiden. Während in Westeuropa der Hyundai H-1 den H-100 ersetzte, wurde er in osteuropäischen Ländern wie Russland, neben dem asiatischen Markt, noch bis 2004 angeboten.

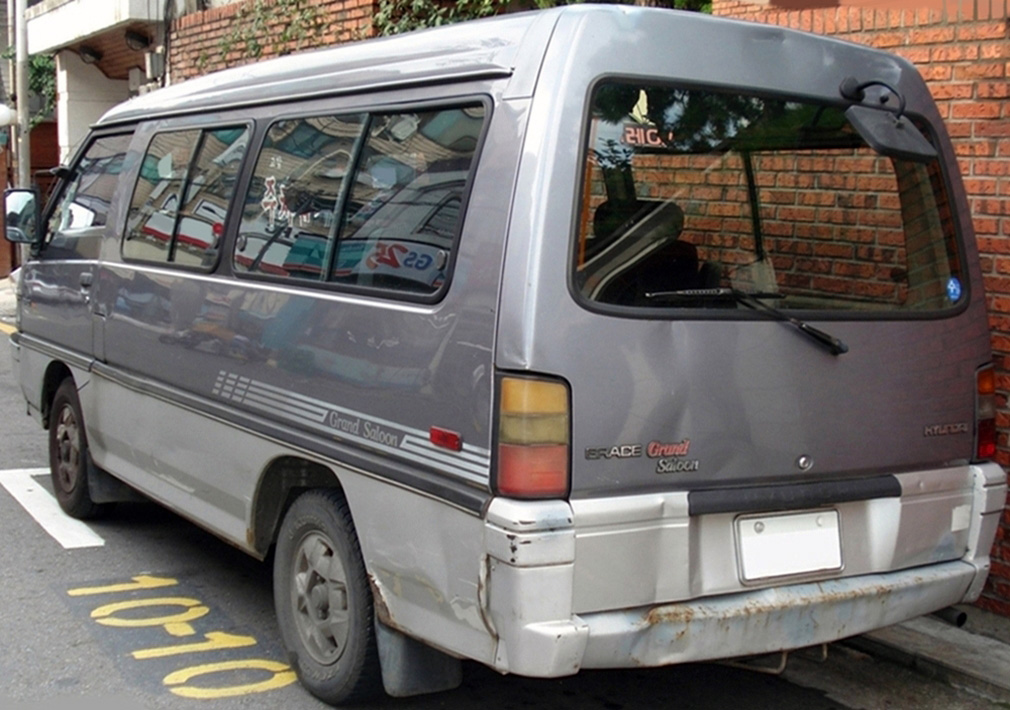
Heckansicht
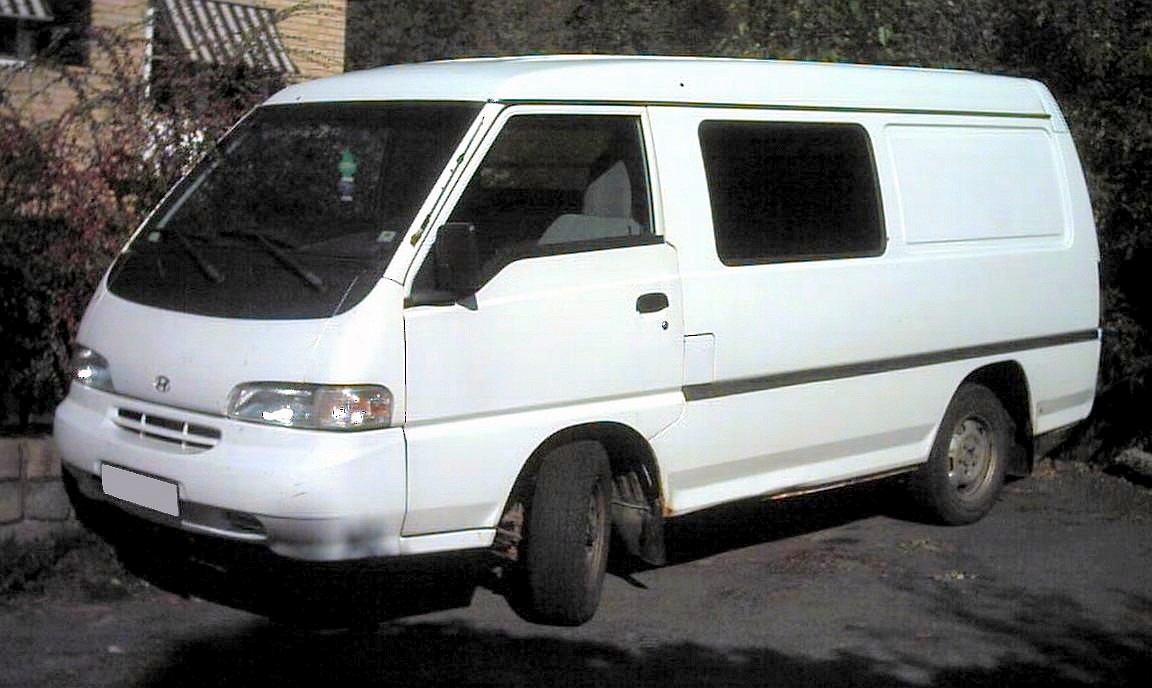
Hyundai H-100/Grace Kastenwagen (1993–1996)
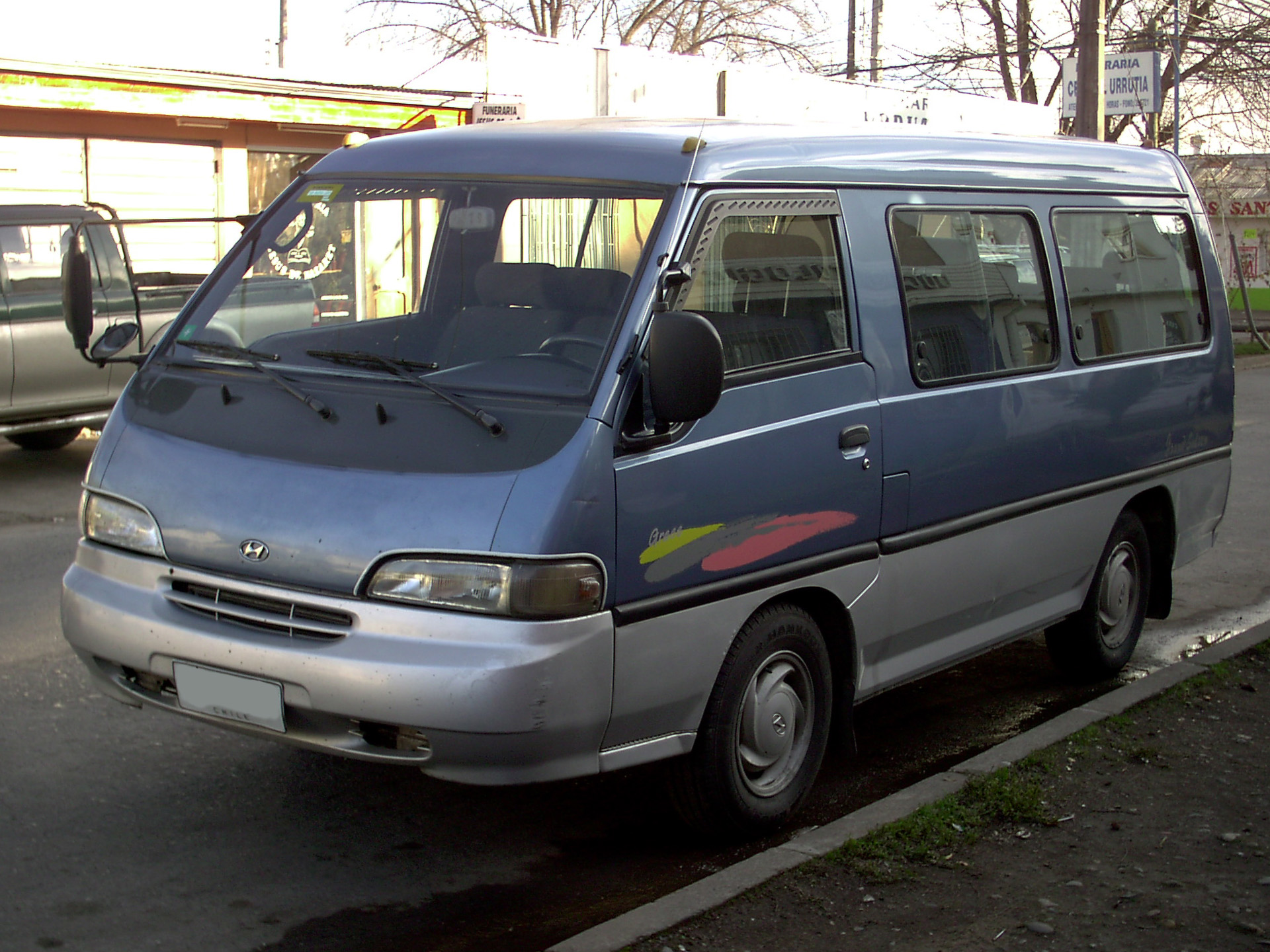
Hyundai H-100/Grace Kleinbus (1993–1996)
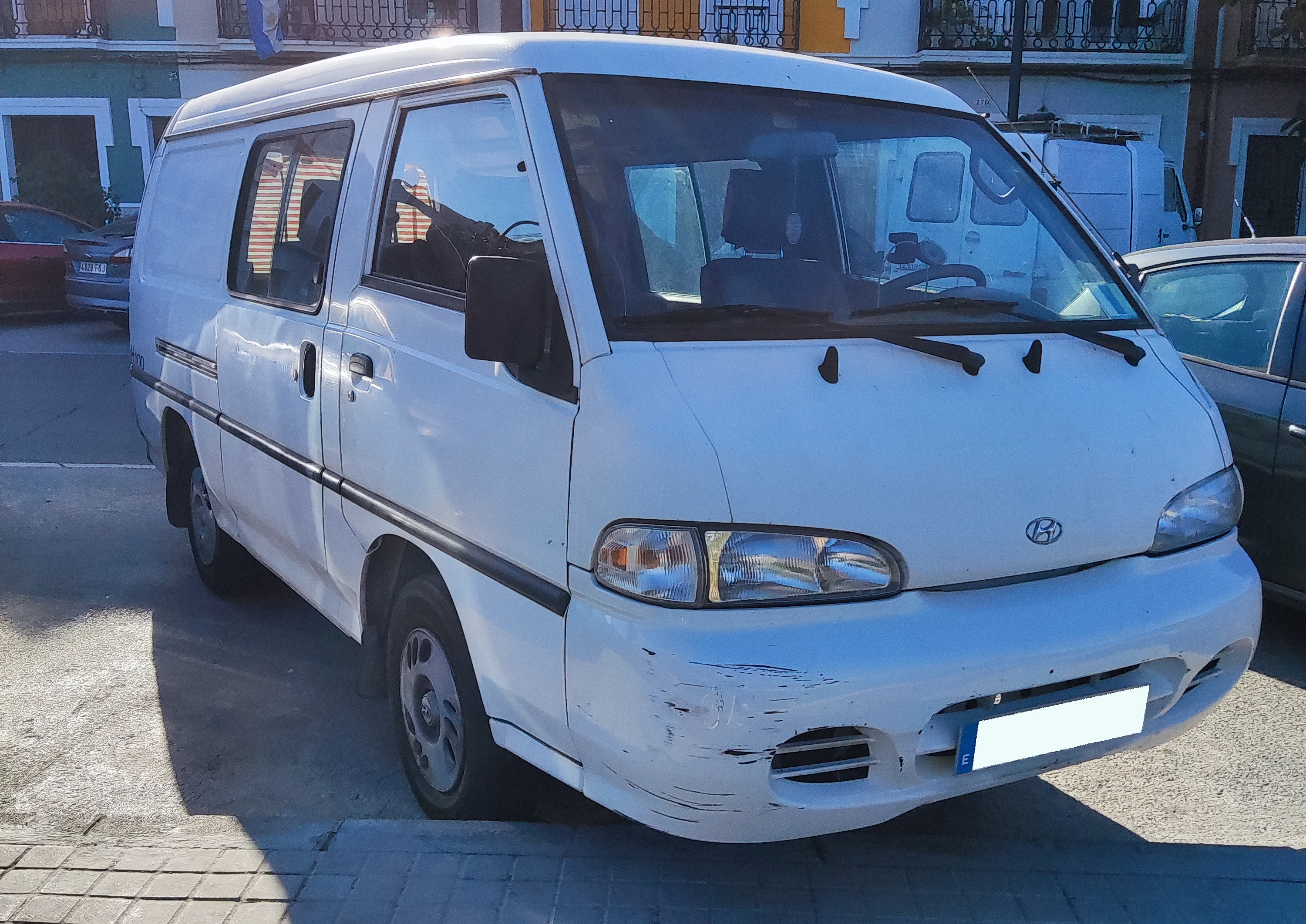
Hyundai H-100/Grace Kastenwagen (1996–2002, in Europa bis 1999)
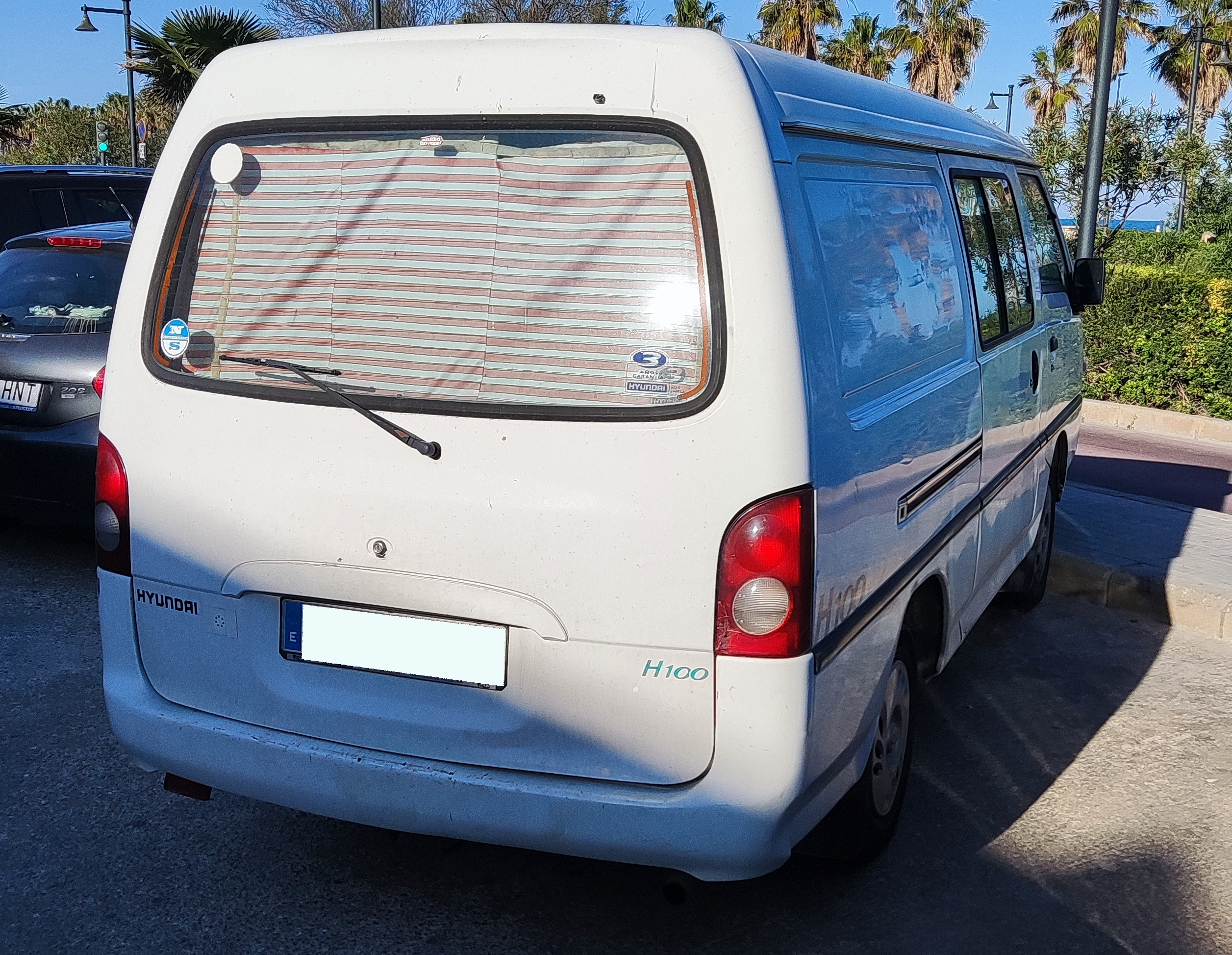
Heckansicht